# Плаћеници 4
Плаћеници 4 (енгл. Expend4bles) амерички је акциони филм из 2023. године у режији Скота Воa и наставак филма Плаћеници 3 из 2014. године. Сценарио потписују Курт Вимер, Тад Дагерхарт и Макс Адмас из приче Спенсера Коена, Вимера и Дагерхарта, док су продуценти филма Кевин Кинг Темплетон, Лес Велдон, Јарив Лернер и Џејсон Стејтам. Филмску музику је компоновао Гијом Русел.
Главне улоге тумаче Џејсон Стејтам, Силвестер Сталоне, 50 Cent, Меган Фокс, Долф Лундгрeн, Тони Џа, Ико Уваис, Ренди Котур, Џејкоб Скипио, Леви Тран и Енди Гарсија. Филм је премијерно приказан 15. септембра 2023. у Кини, док је у америчким биоскопима издат 22. септембра исте године.
Буџет филма је износио 100 милиона долара. Добио је негативне критике критичара.

## Радња
Филмска хит франшиза са највише глумачких звезда у историји. Плаћеници се враћају на велика платна у свом четвртом издању и поново представљају највећа имена глумачке акционе сцене. Џејсон Стејтам, Енди Гарсија, Силвестер Сталоне и Долф Лундгрен доносе нову дозу акције, уз придружене чланове Меган Фокс, 50 цента и многе друге. Оно што је почело пре 11 година коначно се завршава. Непобедиви ветеран плаћеник Барни Рос и његова екипа враћају се за четврти наставак франшизе. Рос и његова плаћеничка банда суочиће се са трговцем оружја који управља огромном приватном војском.

## Улоге
| Глумац            | Улога         |
| ----------------- | ------------- |
| Џејсон Стејтам    | Ли Крисмас    |
| Силвестер Сталоне | Барни Рос     |
| 50 Cent           | Изи Деј       |
| Меган Фокс        | Ђина          |
| Долф Лундгрен     | Гунар Јенсен  |
| Тони Џа           | Дека          |
| Ико Уваис         | Суарто Рахмат |
| Ренди Котур       | Тол Роуд      |
| Џејкоб Скипио     | Галан         |
| Леви Тран         | Лаш           |
| Енди Гарсија      | Марш          |